# Уэсли Натан (футболист, 2008)
Уэсли Натан де Фрейтас Прадо (порт.-браз. Wesley Natã de Freitas Prado; родился 18 апреля 2008) — бразильский футболист, полузащитник клуба «Флуминенсе».

## Клубная карьера
Уроженец Рио-де-Жанейро, Уэсли является воспитанником футбольной академии клуба «Флуминенсе», за который выступал с девятилетнего возраста. В июне 2024 года подписал с клубом свой первый профессиональный контракт.
23 апреля 2025 года дебютировал в основном составе «Флуминенсе» в матче Южноамериканского кубка против чилийского клуба «Унион Эспаньола».

## Карьера в сборной
Выступал за сборные Бразилии до 15 и до 17 лет.
В 2025 году в составе сборной Бразилии до 17 лет выиграл чемпионат Южной Америки для игроков до 17 лет.

## Достижения
Сборная Бразилии (до 17 лет)
- Победитель чемпионата Южной Америки для игроков до 17 лет: 2025